# Ходжаев, Насыр Садыкович
Насыр Садыкович Ходжаев (5 мая 1919 года, Ташкент, Туркестанская АССР — неизвестно, Ташкент, Узбекская ССР) — заведующий отделением медико-санитарной части Ташкентского авиационного завода имени В. П. Чкалова Министерства авиационной промышленности СССР, Узбекская ССР. Герой Социалистического Труда (1969).

## Биография
Родился в 1919 году в Ташкенте. После средней школы обучался в Ташкентском медицинском институте, который окончил в 1941 году. В ноябре 1941 года призван по мобилизации в Красную Армию. Участвовал в Великой Отечественной войне. Воевал командиром медицинского взвода в составе 115 стрелковой дивизии 65-й Армии на Центральном, Белорусском, Западном, Сталинградском, 1-м Белорусском фронтах. С 1942 года член ВКП(б). Демобилизовался в звании майора и возвратился в Ташкент.
Трудился хирургом-консультантом инфекционной больницы № 1. С 1958 года — заведующий хирургическим отделением медико-санитарной части завода № 84 Совета народного хозяйства Узбекской ССР (с 1960 года — Ташкентский авиационный завод имени В. П. Чкалова, с 1973 года — Ташкентское авиационное производственное объединение им. В. П. Чкалова) в Ташкенте.
Указом Президиума Верховного Совета СССР от 4 февраля 1969 года удостоен звания Героя Социалистического Труда за «большие заслуги в области охраны здоровья советского народа» с вручением ордена Ленина и золотой медали «Серп и Молот» (№ 12284).
После выхода на пенсию проживал в Ташкенте. С августа 1979 года — персональный пенсионер союзного значения. Дата смерти не установлена (после 1985 года).
Награды
- Герой Социалистического Труда
- Орден Ленина
- Орден Красной Звезды — дважды (02.06.1943; 15.08.1944)
- Орден Отечественной войны 2 степени (06.04.1985)
- Медаль «За оборону Сталинграда»
- Медаль «За освобождение Варшавы»
- Медаль «За победу над Германией в Великой Отечественной войне 1941—1945 гг.»